# Lavado gástrico
El lavado gástrico o irrigación gástrica  es un procedimiento médico en el que se introduce una sonda o un tubo en el estómago y se irriga este órgano con agua, solución salina normal o al 50%, para eliminar un tóxico sin absorber. El procedimiento debe realizarse a la mayor brevedad posible, pero solo si las funciones vitales son adecuadas o se han ejecutado métodos de apoyo o sostén. El tóxico puede ser un veneno o un medicamento que se ingirió oralmente en dosis mayores a las recomendadas y que podrían poner en peligro la vida.

## Contraindicaciones
Las contraindicaciones de esta técnica son en general las mismas que se asignan a la emesis, y además existe la posible complicación de lesión mecánica de faringe, esófago y estómago. Una declaración de expertos sobre el uso del lavado gástrico por toxicólogos clínicos estadounidenses y europeos concluyó que no debe utilizarse de manera sistemática el lavado gástrico en el tratamiento de pacientes intoxicados sino reservarse para enfermos que ingirieron una cantidad de tóxico que puede poner en peligro la vida y cuando puede llevarse a cabo el procedimiento en el transcurso de 60 min después de la ingestión.

## Equipo
El único equipo necesario para el lavado gástrico es un tubo y una gran jeringa. El tubo debe ser lo más grande y ancho posible, de modo que fluyan libremente por él la solución de lavado, alimentos y el tóxico (sea en forma de cápsula, píldora o líquido), y así llevarse a cabo la expulsión con gran rapidez. Debe utilizarse un tubo 36 F o de mayor calibre en adultos y uno de tamaño 24 F (o mayor) en niños.

## Preparación
El lavado bucogástrico se prefiere al nasogástrico, porque en aquel se puede utilizar un tubo de mayor calibre. Para evitar la broncoaspiración debe colocarse antes del lavado un tubo endotraqueal con un manguito inflable, si el paciente está comatoso, tiene convulsiones o ha desaparecido su reflejo nauseoso. Durante el lavado gástrico, hay que colocar al individuo en decúbito lateral izquierdo, por la asimetría anatómica del estómago, con la cabeza colgando boca abajo sobre el borde de la mesa de exploración. De ser posible, hay que elevar la zona de la mesa correspondiente a los pies. Esta técnica minimiza las posibilidades de broncoaspiración.

## Técnica
El contenido del estómago debe aspirarse con una jeringa de lavado y guardarse para análisis químico. Después de ello se lava el estómago con solución salina, ya que ésta es más inocua que el agua en niños de corta edad, dado el peligro de intoxicación hídrica que se manifiesta por convulsiones tonicoclónicas y coma. Deben introducirse sólo cantidades pequeñas (120 a 300 ml) de la solución de lavado en el estómago cada vez, de manera que no se desplace el tóxico a los intestinos. El lavado debe repetirse hasta que el líquido que salga esté claro, lo cual necesita 10 a 12 “lavadas” y un total de entre 1,5 y 4 l de líquido. Una vez completado el lavado, puede dejarse vacío el estómago o instilar en él un antídoto por la sonda. Si no se conoce antídoto específico contra el tóxico, a menudo se administra una suspensión acuosa de carbón vegetal activado y un catártico.